# Kulm, North Dakota
Kulm, North Dakota (енгл. Kulm) град је у америчкој савезној држави Северна Дакота.

## Демографија
По попису из 2010. године број становника је 354, што је 68 (-16,1%) становника мање него 2000. године.
| Група             | 2000.       | 2010.       |
| Белци             | 412 (97,6%) | 335 (94,6%) |
| Афроамериканци    | 0 (0,0%)    | 0 (0,0%)    |
| Азијати           | 0 (0,0%)    | 0 (0,0%)    |
| Хиспаноамериканци | 8 (1,9%)    | 16 (4,5%)   |
| Укупно            | 422         | 354         |